# Queviures La Lionesa
Queviures La Lionesa és un establiment situat als carrers Ample, 21 i d'en Carabassa, 12 de Barcelona, catalogat com a d'interès (categoria E2).

## Història
El 1939, després de la Guerra Civil, l'establiment figurava a nom de Josep Coca Bargalló, i el 1943, canvià de titular a favor de Ramon Gomà Vila. El 1952, passà a mans de Salvador Galceran Metge, i el 1991 a Carles Palol, l'actual propietari, que el va fer restaurar.

## Descripció
Ocupa el local de la cantonada a l'esquerra del portal de veïns. A l'exterior, les dues obertures presenten un moble encaixat al portal. Al del carrer d'en Carabassa es disposa a ras de façana excepte el calaix de la llinda que incorpora el nom de l'establiment. L'altre, el del carrer Ample, disposa d'una llinda semblant amb els muntants o brancals de fusta i formant les vitrines laterals.
Als murs de l'interior hi ha un moble de prestatges fins al sostre i que ocupava tot el perímetre del local. Es conserva també un taulell de calaixos amb el sobre de marbre. El conjunt és sobri i senzill. Hi ha dues alçades de sostre, cosa que soluciona el moble de prestatges.